# Rudka, Liubeșiv
Rudka (în ucraineană Рудка) este un sat în așezarea urbană Liubeșiv din raionul Liubeșiv, regiunea Volînia, Ucraina.

## Demografie
Componența lingvistică a localității Rudka
     Ucraineană (99,76%)
     Alte limbi (0,24%)
Conform recensământului din 2001, majoritatea populației localității Rudka era vorbitoare de ucraineană (99,76%), existând în minoritate și vorbitori de alte limbi.